# Parasaveljevia cirrifera
Parasaveljevia cirrifera är en rundmaskart som beskrevs av Christian Wieser 1953. Parasaveljevia cirrifera ingår i släktet Parasaveljevia och familjen Enoplidae. Inga underarter finns listade i Catalogue of Life.